# Muraena argus
Muraena argus — вид риб родини муренових (Muraenidae) ряду вугроподібних (Anguilliformes).

## Поширення
Країни: Колумбія, Коста-Рика, Еквадор, Мексика, Перу, США (штат Каліфорнія). Цей асоційований з рифами вид мешкає у глибоких, скелястих, посипаних валунами районах, і стіни.

## Морфологія
Спинний і анальний плавники, вкриті шкірою. Зуби загострені і добре розвинені. Тіло з 3 рядами великих, нерегулярних жовтих плям і численними дрібними білими плямами. Досягає 120 см.